# 马丁·鲁日奇卡
马丁·鲁日奇卡（捷克語：Martin Růžička，1985年12月15日—），捷克男子冰球运动员，场上位置是中锋。他曾代表捷克国家队参加2018年冬季奥林匹克运动会冰球比赛，获得第四名。